# Jeremy Thorpe
John Jeremy Thorpe (* 29. April 1929 in London; † 4. Dezember 2014 ebenda) war ein britischer Politiker der Liberalen Partei.

## Leben
Sein Vater war der britische konservative Politiker John Henry Thorpe. Thorpe besuchte das Eton College und danach das Trinity College in Oxford, wo er Rechtswissenschaften studierte. Nach seinem Studium war er als Rechtsanwalt tätig.
Von 1959 bis 1979 war Thorpe Abgeordneter im Parlament des Vereinigten Königreichs für North Devon; sein Vorgänger war James Louis Lindsay und sein Nachfolger Antony Speller. Vom 18. Januar 1967 bis 10. Mai 1976 war Thorpe Vorsitzender der Liberalen Partei. Nach seinem Rücktritt übernahm übergangsweise Jo Grimond dieses Amt, in dem ihn Thorpe zuvor abgelöst hatte.
In erster Ehe war Thorpe von 1968 bis 1970 mit Caroline Allpass verheiratet; im März 1973 heiratete er Marion Stein, die Tochter des emigrierten österreichischen Komponisten Erwin Stein. Thorpe war Vater eines Sohns (* April 1969).

### Anschuldigungen der Homosexualität
1971 ging Norman Scott, ein Bekannter Thorpes, mit der Behauptung an die Öffentlichkeit, er und Thorpe hätten ein sexuelles Verhältnis gehabt, und zwar in der Zeit, in der Homosexualität im Vereinigten Königreich noch strafbar war (vor 1967). Thorpe bestritt die Vorwürfe und wurde durch eine interne Untersuchungskommission innerhalb der Liberalen Partei entlastet; Scott blieb jedoch bei seinen Behauptungen. Im Oktober 1976 wurde Scott von einem Bekannten mit einer Schusswaffe bedroht, wobei Scotts Deutsche Dogge Rinka erschossen wurde. In dem anschließenden Gerichtsverfahren erklärte Scott, er sei nur deswegen noch am Leben, weil die Waffe Ladehemmung gehabt habe. Während der öffentlichen Gerichtsverhandlung wiederholte Scott seine Aussagen bezüglich des Verhältnisses mit Thorpe und gab anzügliche Briefe, die angeblich von Thorpe stammten, an die Presse weiter. 
Als Folge des öffentlichen Skandals musste Thorpe vom Vorsitz der Liberalen Partei zurücktreten. Der Täter wurde zu einer kurzen Haftstrafe verurteilt. Nach seiner Entlassung 1977 behauptete er, von Thorpe angestiftet worden zu sein, Scott zu töten. Daraufhin wurde Thorpe 1979 vor Old Bailey wegen versuchten Mordes und Anstiftung zum Mord angeklagt. Als Zeugen der Anklage traten auch Abgeordnete der Liberalen Partei auf, die gegen Zusicherung von Straffreiheit berichteten, wie im kleinen Kreis innerhalb der Liberalen Partei diskutiert worden sei, wie man sich Scotts am besten entledigen könne. Allerdings war die Glaubwürdigkeit dieser Zeugen umstritten. Dem Vorsitzenden Richter wurde Befangenheit zugunsten des Angeklagten vorgeworfen. Die Geschworenen kamen nach langen Beratungen zu einem Freispruch.
Im Mai 2016 veröffentlichte Viking Press einen True-Crime-Tatsachenroman des englischen Autors John Preston über die Affäre mit dem Titel A Very English Scandal. Unter gleichem Namen adaptierte der walisische Filmemacher Russell T Davies den Roman als Fernseh-Dreiteiler. Die BBC kündigte das Filmprojekt bereits im Mai 2017 offiziell an und strahlte A Very English Scandal ab Mai 2018 auf dem öffentlich-rechtlichen Hauptsender BBC One aus. Regie führte bei allen drei Teilen Stephen Frears. In den Hauptrollen sind Hugh Grant als Thorpe und Ben Whishaw als Scott zu sehen.

### Späteres Leben
Nach dem Ende seiner politischen Karriere zog sich Thorpe ins Privatleben zurück; etwa Mitte der 1980er Jahre erkrankte er an der Parkinson-Krankheit. 1999 veröffentlichte Thorpe seine Autobiografie In My Own Time. An den Folgen der Parkinson-Krankheit starb Thorpe am 4. Dezember 2014 im Alter von 85 Jahren.